# Штейн, Отто Михайлович
Отто Михайлович Штейн (эст. Otto Štein; 24 марта 1900, Таллин — 7 февраля 1989, Тарту) — советский партийный деятель и педагог, кандидат философских наук (1952), профессор.

## Биография
Родился в семье докера. Учился в ремесленном училище, в 1914—1918 гг. работал на судоремонтном заводе в Таллинском порту. Затем вступил в полк эстонских красных стрелков, после поражения Эстляндской трудовой коммуны участвовал в Гражданской войне в России в составе эстонской кавалерийской сотни 8-й кавалерийской дивизии Червонного казачества; с 1920 года член ВКП(б) и парторг сотни, воевал против формирований Нестора Махно, затем дивизионный комиссар и заместитель начальника штаба (до 1923 г.).
После демобилизации направлен в Ленинградский Коммунистический университет западных меньшинств, окончил в 1926 году. Работал учителем истории в партийной школе Шахтинско-Донецкого окружного комитета ВКП(б). В 1929 году направлен для повышения квалификации в Академию коммунистического воспитания имени Крупской, окончил её в 1932 году по специальности «диалектический и исторический материализм». В течение следующего года преподаватель и научный сотрудник там же.
В 1933 году командирован в Винницу заведовать политотделом Винницкой областной МТС, с 1935 г. секретарь райкома ВКП(б). В 1937—1940 гг. заведовал кафедрой марксизма-ленинизма в Винницком медицинском институте.
После присоединения Эстонии к СССР в 1940 году направлен в Эстонию, заведующий отделом Центрального комитета КП(б) Эстонии в Таллине. В августе 1941 года эвакуировался в Ленинград, откуда в декабре был вывезен через Ладожское озеро и отправлен в Челябинск. С 1942 года в составе 8-го стрелкового корпуса (эстонского), некоторое время комиссар 7-й стрелковой дивизии — согласно собственным воспоминаниям Штейна, убедил главнокомандующего Иосифа Сталина направить сформированные из эстонцев части не на Сталинградскую битву, а на освобождение Эстонии.
В 1947—1957 гг. преподавал в Республиканской партийной школе, с перерывом на аспирантуру Академии общественных наук в Москве (1951—1952); с 1954 г. профессор. В 1957—1960 гг. заведовал кафедрой диалектического и исторического материализма Тартуского университета. По воспоминаниям Л. Н. Столовича,
Свою философскую (и не только) малограмотность Штейн компенсировал повышенной эмоциональностью. Однажды, заявив, что «с ревизионистов нужно сорвать их розовые очки и забросить их в угол», он снял свои очки и бросил их в угол. В общем О. М. был добрым человеком, своей ортодоксальностью <…> никому зла не причинял.
С 1960 г. профессор Таллинского политехнического института, в 1961—1966 и 1968—1969 гг. заведовал кафедрой философии. В 1971—1986 гг. профессор-консультант.
Соавтор сборника лекций по диалектическому материализму (эст. Loenguid dialektilisest materialismist; 1960). Автор книг «Общественно-политические взгляды К. Р. Якобсона» (эст. C. R. Jakobsoni (1841–1882) ühiskondlik-poliitilised vaated; 1957), «Эстонская буржуазная философия и социология» (эст. Eesti kodanluse filosoofiast ja sotsioloogiast; 1965).
Кавалер орденов Красного знамени (1950, 1961), Дружбы народов (1980), Отечественной войны I степени (1985), других государственных наград.